# گرمولاتا

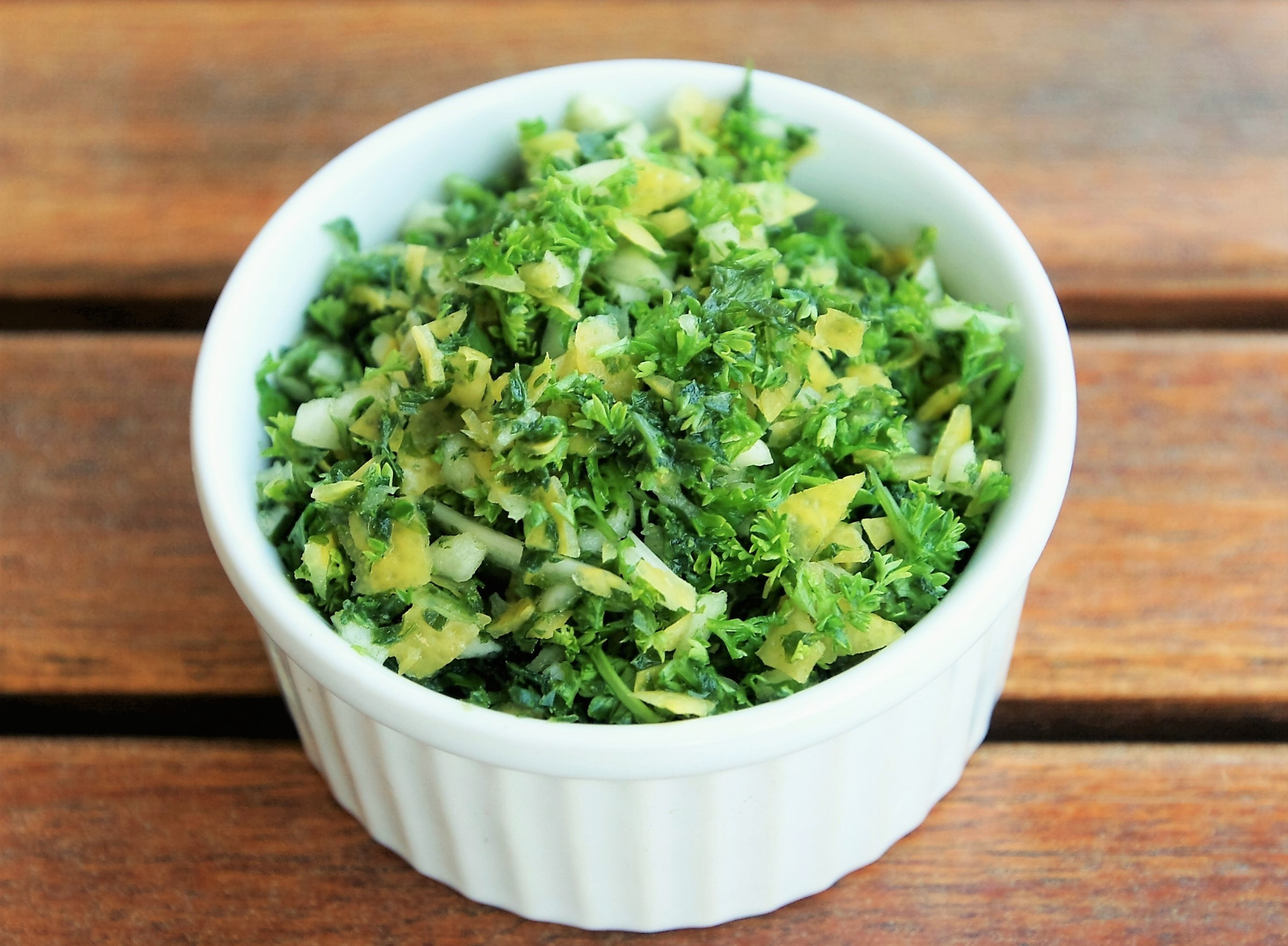
سس گرمولاتا

گرمولاتا (به ایتالیایی: Gremolada), نوعی چاشنی یا سس ایتالیایی است که از سبزیجات خرد شده تهیه می‌شود. در این چاشنی از پوست تراشیده شده لیمو ترش، سیر و جعفری استفاده می‌گردد. این سس را معمولاً" با نوعی غذا تهیه شده با سردست تفت‌آب‌پز گوساله که خاستگاه آن منطقه لمباردی است، میل می‌کنند.